# Лоутон Сайлас Паркер
Лоутон Сайлас Паркер (англ. Lawton S. Parker; 7 серпня 1868, Фейрфілд, Мічиган — 1954, Пасадена) — американський художник-імпресіоніст.

## Життя і творчість
В 1873 році сім'я Паркер переїжджає в штат Небраска. В 1886 році Л. С. Паркер вступає в Чиказький інститут мистецтв. В 1888 році він продовжує навчання в паризькій академії Жюліана, де йому викладають Адольф Вільям Бугро і Тоні Робер-Фльорі. Після свого повернення в Нью-Йорк молодий художник приєднується до Студентської художньої ліги, де бере уроки у таких доцентів, як Вільям Чейз и Джеймс Е. Уістлер. Потім Паркер знову відправляється в Париж, цього разу в Школу витончених мистецтв, де його викладачами стають Жан-Леон Жером і Жан-Поль Лорен. В 1902 році Паркер селиться в французькому містечку Живерні, де до цього часу склалася невелика колонія з американських художників (Гі Роуз, Ельсон Кларк та ін.). В ті роки в Живерні також жив і працював французький художник Клод Моне, роботи якого вплинули на творчість Л. С. Паркера.

## Улюблені картини
- Англійська дівчинка
- Весна. Санта-Барабара
- Рання весна
- Дама в лісі
- Літній сад
- Рододендрон.